# Перетік
Пере́тік (до 1954 року був Хутір) — село в Україні, у Житомирському районі Житомирської області. Входить до складу Любарської селищної громади. Населення становить 100-180 осіб.

## Історія
У 1906 році Хутір Любарської волості Новоград-Волинського повіту Волинської губернії. Відстань від повітового міста 80 верст, від волості 5. Дворів 6, мешканців 75. Назва села Перетік повстала завдяки невеликій водоймі яка перетікає на східній частині села. 3 листопада 1943 року Німеччина окупувала село. Звільнено 31 грудня 1943 року.

## Населення

### Мова
Розподіл населення за рідною мовою за даними перепису 2001 року:
| Мова       | Кількість | Відсоток |
| ---------- | --------- | -------- |
| українська | 176       | 97.78%   |
| російська  | 3         | 1.67%    |
| румунська  | 1         | 0.55%    |
| Усього     | 180       | 100%     |

## Сільська рада
У селі Перетік знаходиться сільська рада. Там проходили вибори президента України серед земляків. Місце на разі зачинене. В часи СРСР там були вечірки та вечорниці, але борушків'яни (жителі села Борушківці, сусіднє село) та глезненці (жителі села Глезне, також сусіднє село) замінували та підірвали будинок. Згодом, його відбудували.

## Магазин
У центрі села знаходиться магазин та склад. Зараз він працює, про графік нічого не відомо.

## Природні зони
В селі Перетік знаходиться маленька річка під назвою Ліман. Також біля Ліману знаходиться рядом Ліман 2, Ліман 3 (належить до місцевого Лісника) та Ліман 4. Всі ці річки пов'язані між собою під землею та були викопані власноруч. Недалеко, за пасовиськом корів, на півночі села знаходиться річка Бутилка (належить до одного з місцевих жителів). На заході села знаходиться озеро Фуфлятне. Приватна водойма також є на північному заході села (назва не усталена), яка трохи ще протікає до лісу. В селі також знаходиться ліс, який доходить до села Глезне і в якому є джерело з прісною чистою водою та іде в східний напрямок до Любара і ще є ліс Пастівник. Біля обох лісів знаходиться кар'єр. В селі також є пасовисько корів, поля та рівчаки.

## Тварини та рослини

### Тварини
Тварини які можна побачити на території села Перетік (можливо не всі вказані або не всіх можна побачити):
- Дикі: заєць, кабан, лисиця, білка, борсук, їжак, миша, щур, кіт, собака, лось, олень, коза, косуля та можливо інші
- Свійські: корова, свиня, вівця, коза, кінь, собака, кіт та можливо інші
- Птахи (дикі): качка, лебідь, журавель, лелека, чапля біла, чапля чорна, чапля сіра, гуси, горобець, снігур, ластівка, синиця, голуб, зозуля, дятел, ворона та інші
- Птахи (свійські): кури, гуси, качка та можливо інші
- Земноводні: жаба, змія, гадюка, вуж, ящірка та можливо інші
- Риби: карась, щука, плітка, сом, верховодка, краснопірка, короп, окунь та можливо інші.
- Комахи: черв'як, муха, комар, ґедзь та інші.

### Рослини
Рослини які можна побачити на території села Перетік (можливо не всі вказані або не всі можна побачити):
- Ягоди: ожина, ожина складчаста, малина (рожева та жовта), полуниця, кавун, шовковиця, суниця, лохина, аґрус, вишня, черешня, синій виноград, червоний виноград , білий виноград, алича (жовта та червона), смородина (біла, червона та чорна), ірга та можливо інші  
- Фрукти: яблуко, груша, диня, слива, персик, абрикоса та можливо інші
- Овочі: буряк, картопля, редиска, цибуля, частник, помідор, огірок, горох, квасоля, кукурудза, капуста, капуста савойська, капуста цвітна, капуста білоголова, морква та можливо інші
- Квіти: кульбаба, мак, троянда, тюльпан, ромашка та багато інших
- Дерева: дуб, хвоя, ялина, береза, сосна, верба, вільха, липа, осика, ясен, тополя, каштан, бук та інші
- Гриби (їстівні): білий гриб, польський гриб, опеньки, сироїжки, грузді, підсиновики, підберезники, рижик, печериці, парасольки, дощовики, гливи, моховики, маслюки, піддубці та можливо інші
- Гриби (отруйні): бліда поганка, мухомор, плютка, говорушка, печериця рудіюча, опеньки несправжні, блювотна сироїжка та можливо інші
- Інші: трава, щавель, горіх, отруйні ягоди (наприклад вовчі ягоди), різна жнива

## Місцеві розваги
Як у кожного села, в Перетоці є чим зайнятись. Взимку жителі з'їжджають з гірки, яка знаходиться недалеко магазину в центрі на санчатах а також ідуть на річку Ліман кататися на льоду або будують так звану "Карусель" з санчат. Влітку можна піти на Ліман купатися або на дитячий майданчик, який знаходиться за магазином. Місцеві жителі також ходять в сусіднє село на річку в Борушківці. Рядом з дитячим майданчиком знаходяться ворота для гри у футбол.

## Спорт та відпочинок
В селі можна зайнятися риболовлею влітку та зимою. А також весело провести час в лісі або на кар'єрі. В лісі можна ходити на полювання, але не рекомендується. Щоб це зробити потрібно мати дозвіл. На дитячому майданчику знаходиться турнікет, на якому можна потренуватися. 

## Міфи
В часи СРСР була підірвана заправка. На місці утворилася гірка, на якій взимку з'їжджають до цих пір.